# Lutz Bernsau

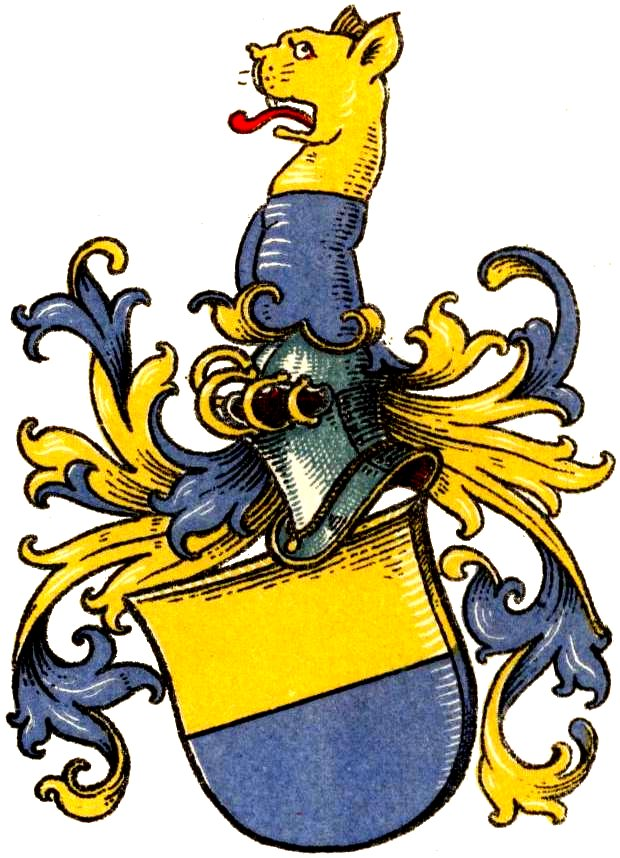
Wappen des bergischen Uradelsgeschlechts Bernsau

Lutz Bernsau (* 15. März 1954 in Altena Westf.) ist ein deutscher Künstler und Designer. Bernsau ist der Name eines bergischen Uradelsgeschlechts mit eigenem Wappen, dessen lückenlose Stammfolge bis in die Mitte des 12. Jahrhunderts reicht.
Sein Werk umfasst Malereien, Radierungen, Zeichnungen, Objekte und Skulpturen, Kunst-am-Bau-Projekte, Brunnenanlagen, Möbel- und Carpet-Kollektionen sowie Projekte im Bereich der visuellen Kommunikation und Filmproduktionen.

## Leben
1975 bis 1981 studierte er Freie Grafik und Illustration an der Universität Duisburg-Essen, GHS Folkwang u. a. bei Sabine Tschierschky.
Schon während des Studiums erhielt er 1976 den Kunstpreis der „Dernieres Nouvelles d’Alsace“.

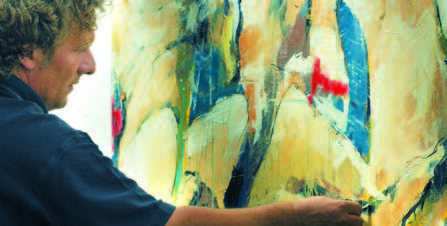
Lutz Bernsau im Atelier

Seine Diplomarbeit bestand aus dem Buch „Tango – Verweigerung und Trauer“, welches er zusammen mit dem Hispanisten Prof. Dr. Dieter Reichhardt und seinem Galeristen Lu Wieghardt, Galerie Altgasse 4, im Jahr 1980 veröffentlichte. Bernsau war hier für Konzeption und Entwurf verantwortlich und komplettierte Reichhardts Texte mit der Auswahl von 11 Kohlezeichnungen und 14 Bilder zum Thema „Tango“. Es entstand ein sprachwissenschaftliches Essay und eine Anthologie mit ca. 90 Tangotexten. Für das Gesamtwerk „Tango-Verweigerung und Trauer“ (ca. 80 Bilder), erhielt er 1980 den Förderpreis des Rotary Clubs Essen. Eine Wanderausstellung, die Teilnahme an der 8. Grafik-Biennale in Krakau, ART-Cologne (1981) sowie die Vorstellung des Buches auf der Internationalen Buchmesse in Frankfurt (1981) folgten.
1981 war er Stipendiat der Werkstatt Altena, Kreis zur Förderung der Bildenden Kunst e.V. Er war Mitbegründer des Lüdenscheider Künstlerbundes im Jahre 1982.
1982 sowie 1996 war Bernsau auf der Internationalen Kunstmesse ART Basel vertreten. Mehr als 80 Einzelausstellungen in Deutschland, Frankreich, Schweiz und Spanien u. a. in der Galerie Mönch Bremen, Künstlerbund Lüdenscheid, Galerie im Stengelquartier Saarbrücken, Galerie Donath Troisdorf, Galerie Dahlem Dorf, Berlin, Galerie Borkowski Hannover, Stettener Schloß.
1986 realisierte er in zentraler Lage eine Brunnenanlage in seiner Heimatstadt Altena, die „Splenterrölleken“ genannt wird und bis heute zu besichtigen ist. Bernsau beteiligte sich u. a. an der 8. Grafik Biennale in Krakau und der ART Basel. 2011–2017 entwickelte Bernsau die E-Commerce-Plattform für Regionalprodukte „Hofladen-Portal“. Seine Arbeiten sind im öffentlichen und Privatbesitz in Europa, USA, Südamerika und China.
Bernsau lebte und arbeitete von 1974 bis 2001 mit seiner damaligen Ehefrau Christiane Bernsau, geb. Wever, in der Gemeinde Herscheid / Sauerland. Das Paar trennte sich im Jahr 2001. Gemeinsamer Sohn ist Tim Philip Bernsau (* 14. Oktober 1982 in Lüdenscheid, Designer).

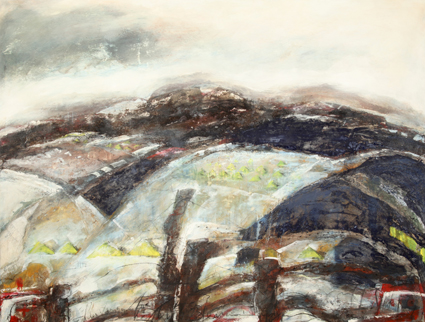
Feld des Wohlbehagens, Malerei

Ab 1992 bezog er ein Atelier in Menorca / Balearen. 1994 siedelte er mit seiner Familie ganz auf die iberische Insel über.
Im Jahr 2000 inszenierte Lutz Bernsau als Künstler mit dem Kulturamt des Märkischen Kreises und der Firma Boecker Wender Stahl das Kulturevent „Belagerung“. Bernsau installierte 27 Edelstahlskulpturen und Klanginstallationen aus Präzisionsbandstahl zu einem Skulpturenpark und Klanggarten um die Burg Altena. Die Konzepte und Modelle entstanden in monatelanger Arbeit in seinen Ateliers auf Menorca und in Herscheid. Die Inszenierung fand im „Jahr der Industriekultur des Landes NRW“ statt und thematisierte den Dialog zwischen Industrie und Kultur bzw. Historie und Moderne. Der Kulturamtsleiter des Märkischen Kreises, Günter Gierke, eröffnete die Multi-Media-Inszenierung. Namhafte Musiker wie Pete York (Gründungsmitglied der Spencer Davis Group), Mario Argandona, Jose Cortijo, Wolfgang Lackerschmid und die Band Cantiga mit der Sängerin Deborah Carter traten an diesem Abend live auf und waren Bestandteil der Dramaturgie. Über Monitortürme und einer großformatigen Video-Leinwand wurden die von Bernsau konzipierten Trailer zur Zukunft der Industriekultur, Sequenzen zur Entstehung des Skulpturen- und Klanggartens und das Live-Konzert aus der Royal Albert Hall seiner menorquinischen Nachbarn, der Rockband Deep Purple, übertragen. Eine Lasershow und ein Feuerwerk beendeten das Schauspiel vor über 3000 Besuchern. Es entstand das Buch „Belagerung, Installationen von Lutz Bernsau“, erschienen 2000 im Seltmann & Hein Verlag, Köln.

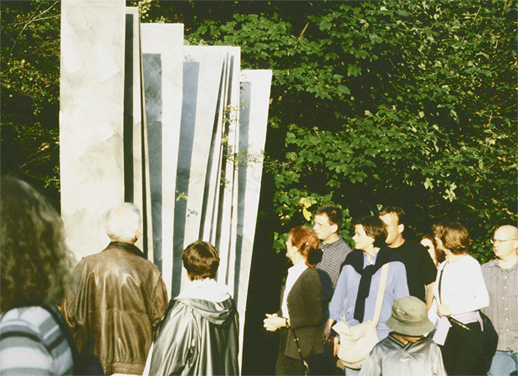
Belagerung der Burg Altena

„Die Belagerung der Burg Altena beschert Altena ein Feuerwerk aus Skulpturen, Klängen, Musik; ein Gesamtkunstwerk, das Weltklasse-Schlagzeuger und Harley-Davidson-‚Ritter‘ in die Burg Altena einziehen lässt“ (Westfälische Rundschau, 5. August 2000)
„Der 15. September 2000 setzt die Burg als Schauplatz eines Kulturspektakels in den Blickpunkt: Es ist eine Inszenierung aus bildender Kunst, Bewegung und Musik, eingebettet in das Grau der Burgmauern und die Heimeligkeit des nach alten Plänen wieder hergerichteten Schlossparks. Lutz Bernsau, Künstler und Designer, verwandelt den Spazierweg rund um die historische Burg mit seinen bizarren Skulpturen in einen Kunstgarten, ein Entdeckungsfeld für Augen und Ohren.“ (Westfälische Rundschau, 9. August 2000)
Von 2002 bis 2011 lebte Lutz Bernsau mit Lisa Brühl (heute Lisa Wernsmann, Kulturwissenschaftlerin und Künstlerin) zusammen. Am 24. September 2004 wurde die gemeinsame Tochter Gemma Franziska in Mahon/Menorca (Spanien) geboren.
2006 kehrte er in seine Heimatstadt Altena zurück und unterhielt ein Atelier sowie die Agentur für Grafik und visuelle Kommunikation Bernsau & Partner. Im Jahr 2007 / 2008 entwickelte Lutz Bernsau ein Gestaltungskonzept für einen Skulpturenpark (KRAH Gruppe, Drolshagen). Die Idee, Themenparks mit unterschiedlichen Gestaltungsvarianten zu planen, die dem Leitthema „Freude am Widerstand“ gerecht werden, wurde in mehreren Sitzungen gemeinsam mit der Familie Hermann entwickelt. Abgeschlossen wurde die Gesamtinstallation nach 8 Jahren im Jahr 2016 mit der „Omega-Skulptur“, auf dem neu geschaffenen Platz zwischen den beiden Verwaltungsgebäuden. Hier vereinen sich die aus den zwei Gebäudeteilen kommenden Energiestränge zu einer Stele, auf der symbolisch, stellvertretend für die Mitarbeiter, ca. 140 kleine Bronzefiguren, auf Augenhöhe das physikalische Zeichen für den elektronischen Widerstand hochhalten. Das fast schwebende Omegasymbol mit den Kleinskulpturen steht final für das Leitthema.
2011 startete Lutz Bernsau als Gründer seine Pionierarbeit „Hofladenportal“. Es entstand die dezentrale e-Commerce Plattform für Regionalprodukte www.hofladen-portal.de.

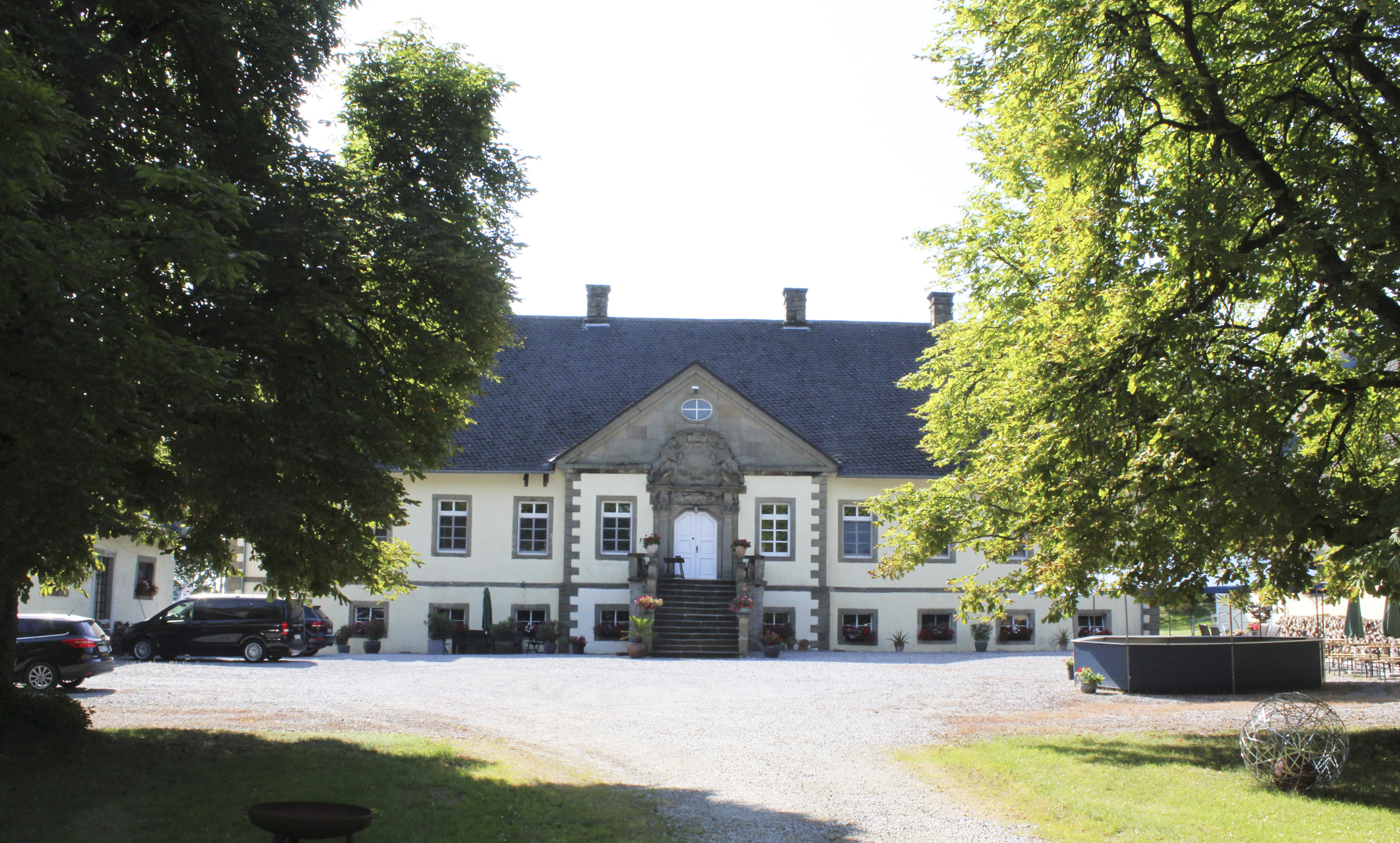
Frontansicht Gut Almerfeld

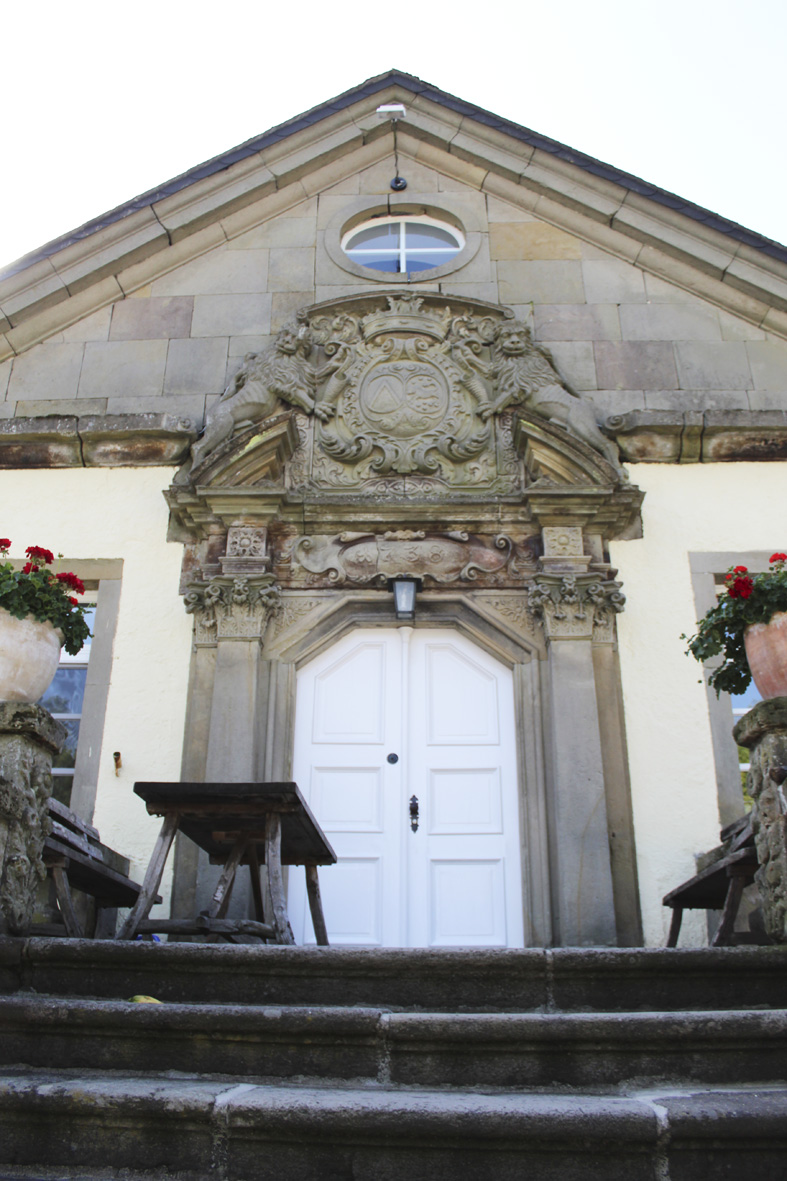
Eingangsportal mit Wappen von Gut Almerfeld

Seit 2016 lebt und arbeitet Lutz Bernsau auf Gut Almerfeld in der Nähe von Brilon im Hochsauerlandkreis.
Er wird vertreten durch die Galerie und Kunst-Management-Agentur Pahmin Art in Hamburg.

## Werk

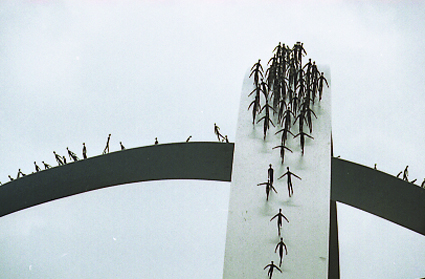
Wandläufer, Gestaltung bei BWS

In seinem gesamten Werk beschäftigt sich Bernsau mit dem Mensch-Sein an sich sowie mit den Themen Partnerschaft und Beziehung. Er arbeitet interdisziplinär und experimentierfreudig in verschiedenen Techniken und Disziplinen.

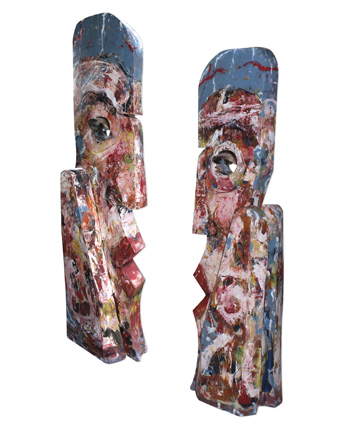
Farbköpfe, bemalte Holzskulpturen

Seine großformatigen Stillleben, Landschaftsbilder und Figurenbilder sind Erkennungszeichen geworden. Neu sind Kollektionen von Objektkästen, farbige Holzskulpturen und Installationen mit seinen „Wandläufern“ aus Bronze.

### Malerei

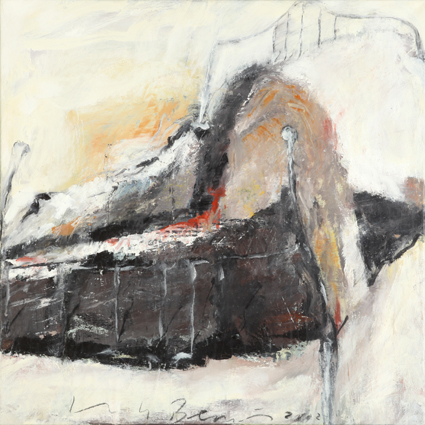
Bettenschlacht, Malerei

Bernsaus gesamtes malerisches Werk umfasst verschiedene Genres wie Landschaft, Porträt und Stillleben. Er malt die Gegenstände oft aus der Vogel- und Stufenperspektive, was ein typisches Merkmal für seine Bilder ist.
Während die früheren Arbeiten eine eher erdige, stumpfe Farbpalette aufweisen, sind spätere Werke in ihrer Farbigkeit stark von seinem langjährigen Wohnsitz auf der iberischen Insel Menorca geprägt. Schon in den 1980er Jahren beginnt Bernsau mit verschiedenen Materialien zu experimentieren. So setzt er u. a. Sand und Schiefermehl ein und verleiht seinen Bildern dadurch eine unverkennbare Haptik.
Seine Farben rührt er selbst mit Pigmenten und verschiedenen Bindemitteln an, um sie in ihrer Viskosität und Leuchtkraft beeinflussen zu können.
Typisch für Bernsau sind auch seine Collagen, bei denen er verschiedene Papiere, Notenblätter, Zeitungen etc. benutzt und teilweise wieder übermalt.

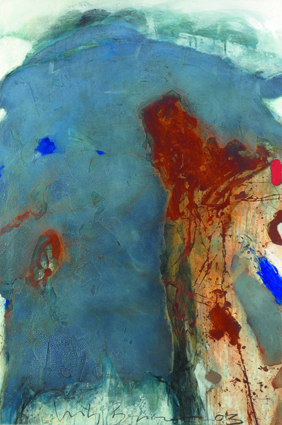
Begegnungen 1, Malerei

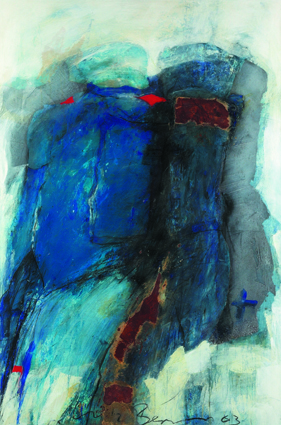
Begegnungen 2, Malerei

Seine Malgründe sind Leinwände und Holzplatten.
Porträts (Auszug)
- Johann Sebastian Bach (Bachforum) 1984
- Kurt Kostal 1990
- Leopold Kostal 1991
- Karl-Heinz Brinkmann 2007
- Rainer Fiala Drolshagen 2009
- Nina S. 2013
- Helmut Kostal 2017

### Zeichnung und Druckgrafik
Bernsaus Zeichnungen sowie Druckgrafiken werden als eigenständige Werkgruppe gefasst. Ein immer wieder bearbeitetes Thema in seinem grafischen Werk ist der argentinische Tango. Hier sind besonders die Kohlezeichnungen im 1980 erschienenen Buch „Tango – Verweigerung und Trauer“ sowie seine Radierungen zu Enrique Santos Discepolins Tangos zu erwähnen. 1994 gestaltete er das Schallplattencover sowie die Tourneeplakate des argentinischen Klezmer-Klarinettisten Giora Feidman.

### Skulpturen, Objekte und Kunst am Bau
In seinen Skulpturen und Objekten verwendet Bernsau vornehmlich die Materialien Edelstahl, Bronze, Draht, Stein und Holz. Es lassen sich deutliche Parallelen zu seinen Bildelementen, wie beispielsweise den „Torsi“, wiederfinden.
Er entwarf und realisierte für Unternehmen sowie Städte verschiedene Brunnenanlagen, Wasserspiele, Plätze und Gebäudekomplexe.

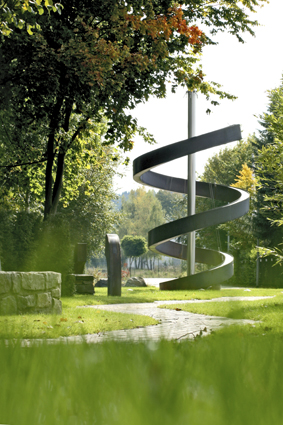
Skulpturenpark KRAH-Gruppe

1986 errichtete er in Altena das „Splenterrölleken“, eine Brunnenanlage, die durch Wasserkraft ein tonnenschweres Rad sowie Figuren aus Metall antreibt und sich bewegen lässt. Bernsau bezieht sich dabei auf den vormaligen Einsatz der Wasserkraft in der hier ansässigen Drahtindustrie.
Beim Beobachten einer Ameisenstraße auf seinem Anwesen auf Menorca kam ihm die Idee für seine „Wandläufer“.
„Sie (die Ameisen) verlassen die normale Ebene, berühren sich, kommunizieren miteinander; Synapsenbildung, Schwarmintelligenz entsteht!“ (Lutz Bernsau)

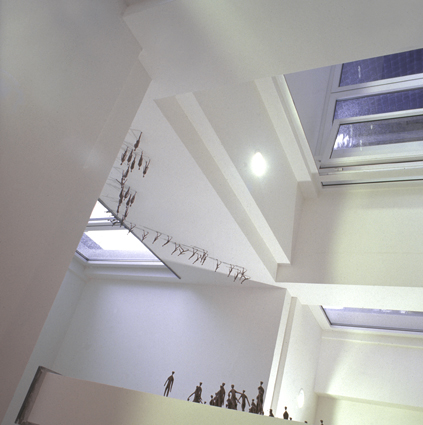
Wandläufer im Rathaus Herscheid

Es sind gegossene Bronze-Figuren, die Bernsau zu großen Wandinstallationen arrangiert. Zu sehen sind diese beispielsweise im Rathaus in Herscheid, bei den Unternehmen BWS in Iserlohn und Hohage in Altena (Leit- und Orientierungssysteme) sowie im Treppenhaus des Krankenhauses in Plettenberg.

### Visuelle Kommunikation & Film, Design, Projektberatung
Schon früh setzte Bernsau das Medium Film ein. Anfang der 1990er Jahre entstanden mehrere Filme mit Klaus Dambachmayr, die Bernsaus Arbeitsweise dokumentieren und unter anderem in seinen Ausstellungen gezeigt wurden. („Making of“, Entstehung Malerei/Großskulpturen).
1994 produzierten sie gemeinsam einen Film über die Baleareninsel Menorca, der im Image- und Touristikbereich der Insel eingesetzt wurde. Insgesamt entstanden bis heute ca. 50 Produktionen.
Mit einer multimedialen Zeitreise, die Bernsau mit Hilfe von Schauspieler Alfred Herms und Tänzern des Frankfurter Performance-Theaters Antagon umsetzte, inszenierte er 2006 die Wiedereröffnung der Luisenhütte in Balve / Wocklum. „Es war der erwartete kulturelle Paukenschlag zur Wiedereröffnung der Luisenhütte in Balve-Wocklum. Mehr als 5000 Besucher pilgerten am Wochenende zum Technischen Denkmal von nationaler Bedeutung.“ (Westfälische Rundschau, 7. Mai 2006) „Eine atemberaubende Show zur Eröffnung der Luisenhütte – Multimediale Zeitreise bringt die Geister der Arbeiter aus der Vergangenheit noch einmal zur Luisenhütte / Andrang am technischen Denkmal.“ (Iserlohner Kreisanzeiger, 9. Mai 2006)
Für die Landesgartenschau in Hemer im Jahr 2010 entwarf Bernsau einen sieben Meter hohen, transparenten Pavillon aus rostfreiem Stahl, den er „Himmelstraum“ nannte.

## Ausstellungen (Auswahl)
- 1981 Int. Kunstmesse Köln, Int. Buchmesse Frankfurt, Galerie Köster-Emden Altena
- 1982 Int. Kunstmesse ART Basel, Galerie Mönch Bremen, Dachgalerie Essen/Mülheim
- 1996 ART Basel, Atelierausstellung Herscheid
- 1997 Sala de Cultura Sa Nostra Mahón/Menorca
- 2000 TDS Trendpark Neckarsulm
- 2005 Schloss Werdringen Hagen
- 2006 Stadtgalerie Alte Post Westerland/Sylt
- 2007 Stadt Binz
- 2019 Galerie SPK Olpe, Kulturbahnhof Grevenbrück, Kommunikationszentrum Steinfurt
- 2020 Chongqing Art Museum / Art Center China

## Preise, Stipendien und Auszeichnungen (Auswahl)
- 1976 Kunstpreis Demieres Nouvelles D´Alsace
- 1980 Förderpreis Rotary-Cub Essen
- 1980 Buch Tango – Verweigerung und Trauer von Dieter Reichardt
- 1981 Stipendium Werkstatt Altena
- 1991 Objekte, Film von Klaus Dambachmayr
- 1993 Spurensicherung, Film von Klaus Dambachmayr
- 1994 Menorca, Film von Lutz Bernsau und Klaus Dambachmayr
- 1997 Edition DZ-Licht
- 1997 Carpet Collection Halbmond
- 2007 Red Dot, Engel für Engel

## Buchprojekte (Auswahl)
- Dieter Reichardt: Tango – Verweigerung und Trauer. Konzeption/Layout/Illustrationen Lutz Bernsau, Verlag Klaus Dieter Vervuert, Frankfurt/Main 1981, ISBN 3-921600-10-3.
- Belagerung. Installationen von Lutz Bernsau, Seltmann & Hein Verlag, Köln 2000, ISBN 3-934687-02-4.
- Unterm Strich – 10 Jahre Kunstförderung Werkstatt Altena 1986

Sawitzky, Büchter, Bernsau, Hotzel, Allenstein, Hoffmann, Wittke, Nick, Jenewein
1986, Verlag: Hrsg.: Werkstatt Altena e.V. – Druckerei Soffner

## Skulpturen, Installationen und Kunst am Bau im öffentlichen Raum (Auswahl)
- Brunnenanlage „Splenterrölleken“, Altena, 1986
- Wandgestaltung Ärztehaus, Altena, 1991[22]
- Großskulptur/Brunnenanlage „Erfolg durch Technik“, Brinkmann-Pumpen, Werdohl, 1991[23]
- Wandgestaltung Brinkmann-Pumpen, Werdohl, 1992
- Großskulptur, „Miteinander-Zueinander“, Fam. Hermann, Drolshagen, 1992[24]
- Wandgestaltung EG-Bereich Kostal, Lüdenscheid, 1992
- Brunnenanlage und Wandgestaltung Kostal, Dortmund, 1994
- „Wasserlauf“, Platzgestaltung vor der Burg Holtzbrinck, Altena, 1995[25]
- „Begegnungen 2“, Installation, Pou Nou, Menorca, 1998
- „Begegnungen 4“, Installation/Leitsystem Krankenhaus Plettenberg, 1998[26]
- Großskulptur „Partnerschaft 2“ und 2 Wandgestaltungen, TDS, Heilbronn, 1999
- Großskulptur plettac AG, Plettenberg, 1999[27]
- Wandgestaltung, plettac AG, Plettenberg, 1999
- „Belagerung“, Skulpturenpark Burg Altena, 2000
- „Begegnungen 1“, Installation, St. Luis/Menorca, 2001[28]
- Großskulptur/Installation, „Zwischen Vergangenheit und Zukunft“, Boecker Wenderstahl, Iserlohn, 2002
- „Scorpion“, Skulptur, Pou Nou, Menorca, 2002
- „Wo ist Venedig“, Großskulptur, Fam. Hermann, Ankaran, Slowenien, 2002
- „2 Könige“, Skulptur, Pou Nou, St. Lluis, Menorca, 2003
- „Partnerschaft“, Skulptur EG Bilsteingruppe, Hohenlimburg, 2005
- „Folge mir!“ Installation/Leitsystem, Rathaus Herscheid, 2007
- „Freude am Widerstand“, Skulpturenpark, KRAH Gruppe, Drolshagen, 2008–2016
- „Pavillon“, BWS, Landesgartenschau, Hemer, 2009–2010
- „Begegnungen 3“, Rotary-Club Hemer, Skulptur auf der Landesgartenschau Hemer, 2009
- „2000 Tafeln“, Mobile/Installation, Ver. SpK. im MK, Altena, 2009–2010
- Großskulptur „Wir sind Partner“, Hauptstelle Altena, Ver. Sparkasse im Märkischen Kreis, 2009–2010
- „Theater des Lebens“/Installation, Fam. Hermann, Drolshagen, 2010
- „Aufeinander zugehen“, Installation, Fa. Hohage, Altena, 2011
- „Omega“, KRAH Gruppe, Drolshagen, 2016
- „Alles dreht sich“, Kugel-Kollektion, Gut Almerfeld, Brilon, 2018
- „Drunter und drüber“, Ensemble Drahtskulpturen, Gut Almerfeld, Brilon, 2018
- „Kopflos“, Serie bemalter Holzskulpturen, Gut Almerfeld, Brilon, 2019

## Editionen (Auswahl)
- Aufl. Radierungen „Der Spieler“, v. F. Dostojewski, 1976
- Werkstatt Altena-Edition, 1981
- Tango-Verweigerung und Trauer, Verlag Vervuert-Edition, 1981
- 6 Farbradierungen, „Tangos v. E. S. Discepolin“- Edition, 1981
- Bach-Forum, Plettenberg-Edition, 1983
- Semaphore-Edition, 1983
- „Schmiede mein Hammer...“, Edition plettac AG, 1987
- Schade-Edition, 1993
- „Stimmungsbarometer“, Edition, KRAH Gruppe, 1995
- Carpet-Collection, Halbmond-Edition, 1997[29]
- Skulpturen, „Die Haltung entscheidet“, KRAH Gruppe, 1995
- DZ-Licht Edition, 1999[29]
- KOSTAL-Edition, 1999
- Möbelkollektion Taula y Talayots, 1999
- Editionen BWS (Boecker Wender Stahl), 2000–2019
- ThyssenKrupp-Edition, 2002
- Skulpturen, ARVATO/Bertelsmann-Edition, 2005
- Stauffenberg-Edition, 2004
- „Engel für Engel“-Edition, 2007
- Pilling-Edition, 2008
- „artinterieur“-Edition, 2009
- „my-season“-Edition, 2009
- Kabelschlepp-Edition, 2009
- Edition „David Moreno“, 2018
- Zielinvesthaus-Edition, 2019
- Skulpturen, Friedrich-Wilhelms-Gesellschaft, Altena, „Pott Jost“-Edition, 2019

## Filme (Auswahl)
Spurensicherung – Menorca, BWS, Stadt Altena, KOSTAL, Hoßdorf & Weber, Bilstein Gruppe, vom Hofe Gruppe, CDW, Lindemann & Störmer, Nedschroef, Dawedeit, Bender & Wirth, Netzwerk Draht, Pilling, ITEX, HEP, Hartmann exact, SMS Group, META, Diehl Gruppe, Trithor, Pentamodul, Zenergie Power, Gerbens Bar, plettac-plana, Märkischer Kreis, MEKON, Herrmann & Lenz, LTU, Hapag-Lloyd, TV-Portrait Menorca, Semana Santa St. Lluis, STAMA, Hofladenportal, Hoesch – ThyssenKrupp, WDR, Das Gut, Kreativ-Shop